# معركة جزر باراسيل
معركة جزر باراسيل (بالإنجليزية: Battle_of_the_Paracel_Islands)‏ هي معركة نشبت في 19 يناير 1974م بين الصين وجنوب فيتنام، كانت نتيجتها انتصار الصين.